# Mineralogické muzeum
Mineralogické muzeum Přírodovědecké fakulty UK vystavuje přes dva tisíce vybraných exponátů, zejména z domácích nalezišť. Sídlí v budově fakulty, Praha 2, Albertov 6. Mimo vysokoškolské prázdniny je přístupné i pro veřejnost po předchozí domluvě.

## Historie
Muzeum vzniklo už roku 1775 jako kabinet přírodnin (Musaeum naturae Pragense), a to jako první v celé monarchii. Císařovna Marie Terezie zvláštním výnosem nařídila majitelům všech rudných dolů, aby pozoruhodné exempláře minerálů posílali tomuto kabinetu. Původní sbírka vznikla z darů české šlechty, mezi níž byla řada přírodovědců, a ze sbírky zrušeného jezuitského řádu. Byla umístěna v přízemí Klementina a správcem muzea byla lékařská fakulta. Roku 1820 byl profesorem přírodopisu na lékařské fakultě jmenován mladý Jan Svatopluk Presl (1791–1849), který se sbírce velmi věnoval a sestavil i přesný inventář 4 316 ukázek minerálů, 700 ukázek hornin, 2 000 sádrových modelů krystalů a 1 250 zkamenělin. 
Při reformě univerzity v roce 1848 přešly přírodní vědy na filozofickou fakultu a s nimi i mineralogický kabinet. Roku 1880 se sbírka konečně přestěhovala do větších prostor nově postavené budovy v Praze 2, Viničná 7, kde zůstala až do roku 1945. Jenže roku 1882 byla pražská univerzita rozdělena na německou a českou a budova ve Viničné i s mineralogickou sbírkou připadla německé univerzitě. Budováním nové katedry i mineralogické sbírky české univerzity byl pověřen profesor mineralogie Karel Vrba. Mineralogie sídlila v najatých prostorách ve Spálené ulici, až se roku 1914 přestěhovala do nové budovy v Praze 2, Albertov 6, kde sídlí dodnes. V roce 1896 měla nová sbírka 4 561 inventárních čísel, a když ji Karel Vrba roku 1916 předával v nových prostorách svému nástupci Františku Slavíkovi, bylo jich přes 6 600. Sbírka pak utrpěla při zavření českých vysokých škol nacisty, když byla vystěhována na chodby obchodní školy v Horské ulici, a v roce 1945 se řada exponátů ztratila. 
Když se František Slavík vrátil z koncentračního tábora, pustil se do obnovy původní instalace, ale teprve roku 1951 mohl sbírku otevřít. Za jeho nástupců sbírka rostla a po velké revizi, zatřídění sbírky německé univerzity a vyřazení nepotřebného materiálu, jímž byl pověřen mineralog Karel Tuček (1906–1990), měla v roce 1982 více než 21 tisíc položek. Na jaře roku 2023 sbírku tvořilo více než 22 tisíc kusů, z nichž přes 2 000 je vystaveno v prvním patře budovy Albertov 6.

## Přístup
Nejbližší zastávka MHD je tramvajová Albertov, odkud je na opačný konec stejnojmenné ulice asi 300 metrů. Mineralogické muzeum přírodovědecké fakulty UK je přístupné zdarma i pro veřejnost, nemá však pevné otevírací hodiny a návštěvu je třeba předem objednat a domluvit.